# Cabinet Beck V
Land de Rhénanie-Palatinat
Beck IV Dreyer I
Le cabinet Beck V (en allemand : Kabinett Beck V) est le gouvernement du Land de Rhénanie-Palatinat entre le 18 mai 2011 et le 16 janvier 2013, durant la seizième législature du Landtag.

## Coalition et historique
Dirigé par le ministre-président social-démocrate sortant Kurt Beck, ce gouvernement est constitué et soutenu par une « coalition rouge-verte » entre le Parti social-démocrate d'Allemagne (SPD) et l'Alliance 90 / Les Verts (Grünen). Ensemble, ils disposent  de 60 députés sur 101, soit 59,4 % des sièges du Landtag.
Il est formé après les élections régionales du 27 mars 2011 et succède au cabinet Beck IV, composé du seul SPD. Au cours du scrutin, les sociaux-démocrates reculent de près de dix points, perdant logiquement la majorité absolue acquise en 2006. Ils se tournent alors vers les Grünen, avec qui ils avaient refusé de gouverner en 2001, pour former une coalition majoritaire.
Après que Beck a annoncé sa démission prochaine, la ministre du Travail Malu Dreyer est choisie par le SPD pour prendre sa succession. Elle est investie par les parlementaires le 16 janvier 2013, mettant fin à plus de dix-huit ans au pouvoir de son prédécesseur, et constitue son propre exécutif avec les écologistes.

## Composition

### Initiale (18 mai 2011)
- Les nouveaux ministres sont indiqués en gras, ceux ayant changé d'attributions en italique.

| Fonction | Titulaire | Titulaire       | Parti  |
| --- | --------- | --------------- | ------ |
| Ministre-président |           | Kurt Beck       | SPD    |
| Vice-ministre-présidente Ministre de l'Économie, de la Protection du climat, de l'Énergie et de l'Aménagement du territoire |           | Eveline Lemke   | Grünen |
| Ministre de l'Intérieur, des Sports et des Infrastructures                                                                  |           | Roger Lewentz   | SPD    |
| Ministre des Finances |           | Carsten Kühl    | SPD    |
| Ministre de la Justice et de la Protection des consommateurs                                                                |           | Jochen Hartloff | SPD    |
| Ministre du Travail, des Affaires sociales, de la Santé et de la Démographie                                                |           | Malu Dreyer     | SPD    |
| Ministre de l'Éducation, de la Science, de la Formation professionnelle et de la Culture                                    |           | Doris Ahnen     | SPD    |
| Ministre de l'Environnement, de l'Agriculture, de l'Alimentation, de la Viticulture et des Forêts                           |           | Ulrike Höfken   | Grünen |
| Ministre de l'Intégration, de la Famille, de la Jeunesse, de l'Enfance et des Femmes                                        |           | Irene Alt       | Grünen |
| Ministre des Affaires fédérales et européennes                                                                              |           | Margit Conrad   | SPD    |